# Mesochorus melanothorax
Mesochorus melanothorax är en stekelart som beskrevs av Wilkinson 1927. Mesochorus melanothorax ingår i släktet Mesochorus och familjen brokparasitsteklar. Inga underarter finns listade i Catalogue of Life.